# 坂本町 (横浜市)
坂本町（さかもとちょう）は、神奈川県横浜市保土ケ谷区の町名。「丁目」の設定のない単独町名である。住居表示未実施。

## 地理
横浜市保土ケ谷区西部に位置し、面積は0.230km²。北側を帷子川が流れる。

### 字名
| - 川廻り（かわまわり） - 屋敷廻り（やしきまわり） - 前耕地（まえこうち） - 入ノ山（いりのやま） - 入ノ谷（いりのや） | - 入ノ上（いりのうえ） - 行座谷（ぎょうざや） - 大谷（おおたに） - 西ノ原（にしのはら） |

## 歴史

### 町名の由来
地名研究で「サカモト」とは「道路の坂下に集落がある」。

### 沿革
- かつての橘樹郡坂本村[5]。
- 1889年（明治22年）4月1日 - 町村制の施行により、仏向村と合併し矢崎村大字坂本となる[5]。
- 1909年（明治42年）4月1日 - 保土ケ谷町に編入し、保土ケ谷町大字坂本となる[5]。
- 1927年（昭和2年）
  - 4月1日 - 保土ケ谷町の全域が横浜市に編入する[5]。
  - 10月1日 - 横浜市の区制施行に伴い、保土ケ谷区に編入。保土ケ谷区坂本町となる[6]。

## 世帯数と人口
2025年（令和7年）6月30日現在（横浜市発表）の世帯数と人口は以下の通りである。
| 町丁   | 世帯数    | 人口    |
| ------ | --------- | ------- |
| 坂本町 | 1,452世帯 | 2,958人 |

### 人口の変遷
国勢調査による人口の推移。
| 年                 | 人口  |
| ------------------ | ----- |
| 1995年（平成7年）  | 1,858 |
| 2000年（平成12年） | 2,094 |
| 2005年（平成17年） | 2,283 |
| 2010年（平成22年） | 2,524 |
| 2015年（平成27年） | 2,784 |
| 2020年（令和2年）  | 2,879 |

### 世帯数の変遷
国勢調査による世帯数の推移。
| 年                 | 世帯数 |
| ------------------ | ------ |
| 1995年（平成7年）  | 741    |
| 2000年（平成12年） | 884    |
| 2005年（平成17年） | 976    |
| 2010年（平成22年） | 1,067  |
| 2015年（平成27年） | 1,206  |
| 2020年（令和2年）  | 1,294  |

## 学区
市立小・中学校に通う場合、学区は以下の通りとなる（2024年11月時点）。
| 番・番地等 | 小学校             | 中学校                 |
| ---------- | ------------------ | ---------------------- |
| 全域       | 横浜市立坂本小学校 | 横浜市立保土ケ谷中学校 |

## 事業所
2021年（令和3年）現在の経済センサス調査による事業所数と従業員数は以下の通りである。
| 町丁   | 事業所数 | 従業員数 |
| ------ | -------- | -------- |
| 坂本町 | 61事業所 | 484人    |

### 事業者数の変遷
経済センサスによる事業所数の推移。
| 年                 | 事業者数 |
| ------------------ | -------- |
| 2016年（平成28年） | 57       |
| 2021年（令和3年）  | 61       |

### 従業員数の変遷
経済センサスによる従業員数の推移。
| 年                 | 従業員数 |
| ------------------ | -------- |
| 2016年（平成28年） | 405      |
| 2021年（令和3年）  | 484      |

## 交通

### 鉄道
- 東海道貨物線
- 相模鉄道

## 施設
- 横浜市立坂本小学校

## その他

### 日本郵便
- 郵便番号 : 240-0043[3]（集配局：保土ヶ谷郵便局[16]）

### 警察
町内の警察の管轄区域は以下の通りである。
| 番・番地等 | 警察署         | 交番・駐在所 |
| ---------- | -------------- | ------------ |
| 全域       | 保土ケ谷警察署 | 両郡橋交番   |